# Peter Baumgartner
Peter Baumgartner (* 12. května 1966) je bývalý slovenský fotbalista.

## Fotbalová kariéra
V československé lize hrál za RH Cheb a Dukla Banská Bystrica. Nastoupil v 7 ligových utkáních. Dále hrál ve druhé nejvyšší soutěži za Slovenský hodváb Senica a ZVL Žilina, nastoupil v 69 utkáních a dal 12 gólů.

## Ligová bilance
| Ročník                                      | Zápasy | Góly | Minuty | Klub                    |
| ------------------------------------------- | ------ | ---- | ------ | ----------------------- |
| 1. slovenská národní fotbalová liga 1983/84 | 7      | 0    | -      | Slovenský hodváb Senica |
| 1. slovenská národní fotbalová liga 1984/85 | 27     | 3    | -      | Slovenský hodváb Senica |
| 1. slovenská národní fotbalová liga 1985/86 | 22     | 5    | -      | Slovenský hodváb Senica |
| 1. československá fotbalová liga 1986/87    | 2      | 0    | 35     | RH Cheb                 |
| 1. československá fotbalová liga 1987/88    | 5      | 0    | 222    | Dukla Banská Bystrica   |
| 1. slovenská národní fotbalová liga 1988/89 | 13     | 4    | -      | ZVL Žilina              |
| CELKEM 1. liga                              | 7      | 0    | 257    |                         |